# 職業訓練指導員 (鋳造科)
職業訓練指導員 (鋳造科)（しょくぎょうくんれんしどういん ちゅうぞうか）は、職業訓練指導員免許のうちの1つ。厚生労働省管轄。

## 受験資格
職業訓練指導員免許の受験資格と試験免除を参照。金属溶解技能士、鋳造技能士、ダイカスト技能士、粉末冶金技能士の保有者など。

## 試験科目

### 学科試験
1. 指導方法（職業訓練原理、教科指導法、訓練生の心理、生活指導及び職業訓練関係法規）
2. 関連学科
  1. 系基礎学科
    1. 材料（金属材料、熱処理）
    2. 測定法（測定機器、測定法）
    3. 炉（炉、炉材、熱管理）
    4. 安全衛生（安全管理、衛生管理）

  2. 専攻学科
    1. 製図（読図法）
    2. 鋳造法（鋳造設備、金属溶解法、鋳造法、鋳型用材料）
    3. 粉末冶金法（粉末冶金法、粉末冶金機械、粉末冶金用材料）

### 実技試験
1. 鋳造
2. 粉末冶金製造